# ズルフィヤ・ザビロワ
ズルフィヤ・ザビロワ（ロシア語翻記:Зульфия Забирова、ラテン文字翻記:Zulfiya Zabirova）は、女子自転車競技（ロードレース）選手。現在、カザフスタン国籍。ズルフィア・ザビロワ（Zoulfia Zabirova）ともいう。

## 経歴
1973年12月19日、ウズベキスタンのタシュケント生まれ。1993年、ウズベキスタンはイスラム教信者が多いため、新政府が女性スポーツを軽視しているという理由から、ロシアのロストフ・ナ・ドヌに移住してロシア国籍を取得。1996年アトランタオリンピックで初めて採用された個人タイムトライアルにおいて金メダルを獲得し、フランスのジャニー・ロンゴの同大会ロードレース二冠を阻止した。2005年、カザフスタン国籍を取得し、現在に至る。

## 主な戦績
1996
 個人タイムトライアル(ITT) 優勝
 ロシア選手権・ITT 優勝
1997
世界選手権・ITT 2位
 ロシア選手権・個人ロード優勝
1998
世界選手権・ITT 2位
UCI女子ロードワールドカップ、スイス大会 優勝
1999
ツール・ド・スイス女子 総合優勝
2000
 ロシア選手権・ITT 優勝
ツール・ド・スイス女子 総合優勝
シドニーオリンピック・個人ロード 7位
2002
 世界選手権・ITT 優勝
テュリンゲン一周 総合優勝
2003
世界選手権・ITT 3位
カスティリャ・イ・レオン 総合優勝
2004
世界選手権・ITT 3位
ロンド・ファン・フラーンデレン女子 優勝
テュリンゲン一周 総合優勝
2005
 カザフスタン選手権・ITT 優勝
 カザフスタン選手権・個人ロード優勝
2008
北京オリンピック・個人ロードレース 10位